# 恩里克·埃尔佐格
何塞·恩里克·埃尔佐格·加赖萨瓦尔（西班牙語：José Enrique Hertzog Garaizábal，西班牙語發音：[enˈrike (x)eɾtˈsoɣ ɡaɾajˈsaβal]；1897年12月10日—1981年12月18日），1947年至1949年擔任玻利維亞總統，1949年在壓力下辭職，改任駐西班牙大使。1952年維克托·帕斯·埃斯登索羅上台後埃爾特索格流亡海外，1981年於阿根廷布宜諾斯艾利斯去世。